# Mark Breeze
Pour les articles homonymes, voir Breeze.
Mark Breeze, de son vrai nom Mark Brady), également connu sous le nom de DJ Breeze, est un producteur et disc jockey de UK hardcore britannique. Il est principalement connu pour les singles Let's Fly et Jump A Little Higher, et a fréquemment contribué aux mixsets des séries de compilations Clubland X-Treme Hardcore.

## Biographie
DJ Breeze commence sa carrière musicale à l'âge de quinze ans. En 1985, Mark Breeze travaille à court terme sur une musique de rap au Noisegate Studios de Londres. DJ Breeze rêve alors de faire une carrière dans la musique et mixe pour la première fois au club Langtrys de Beckenham. DJ Breeze débute dans l'acid house à la même période durant laquelle cette scène musicale se développe dans de nombreux genres musicaux. Tandis que le happy hardcore, un genre musical émergeant de la scène techno hardcore au début des années 1990, est en plein boum, Breeze s'associe avec d'autres compositeurs tels que Mickey Skeedal.
À la fin des années 1990, il forme un duo musical avec Darren Styles. Ensemble, sous le nom de groupe Styles and Breeze, ou Breeze and Styles, ils composent des singles techno hardcore et trance à succès qui incluent entre autres Heartbeatz (16e place des classements britanniques), You're Shining (19e place), et Let Me Fly (59e place).